# Francis Drake (Diplomat)

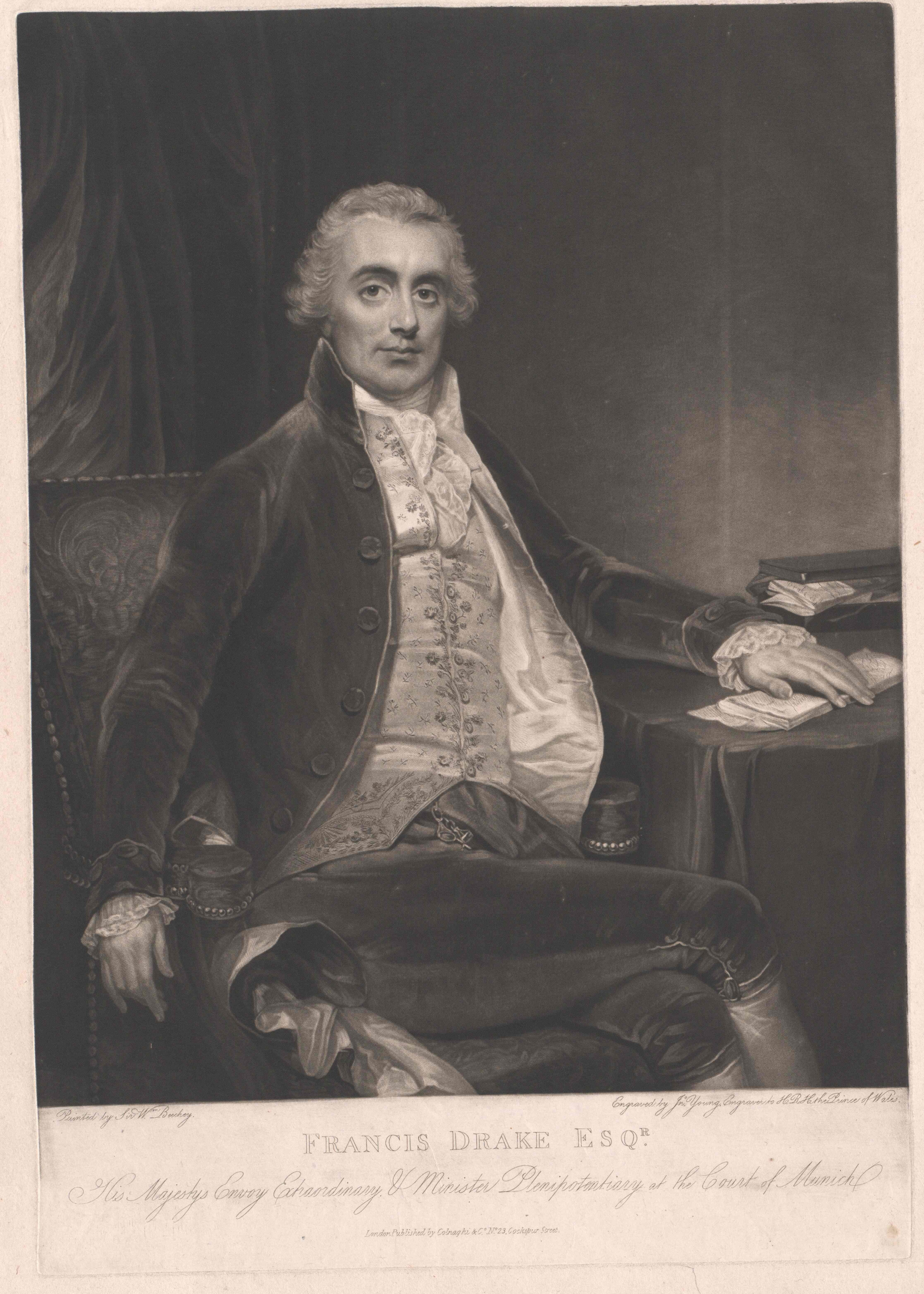
Francis Drake

Francis Drake (* 1764 in Colyton (Devon); † 1821) war ein britischer Diplomat.

## Leben
Francis Drake war der Sohn von Reverend Francis Drake, Vikar in Seaton und Beer (Devon). Am 4. September 1790 wurde Drake zum Gesandtschaftssekretär am Hof von Kopenhagen ernannt, wo er als Geschäftsträger fungierte.
Vom 5. Januar bis 4. Juli 1793 war er Ministerresident in der Republik Venedig.
Von 15. August 1793 bis 10. Oktober 1797 leitete er in der Republik Genua als Gesandter die Militärische Aufklärung.
1795 heiratete er Eliza-Anne, Tochter von Herbert Mackworth von Gnoll House, in England.
Von September 1795 bis Mai 1796 war er Militärberater bei der österreichischen Armee in Venetien und ermutigte zu einem Vorgehen gegen die Truppen von Napoleon.
Von 6. April 1799 bis 10. Oktober 1805 war er Ministre plénipotentiaire beim immerwährenden Reichstag in Regensburg und außerordentlicher Gesandter bei Maximilian I. Joseph, Kurfürst von der Pfalz.
Seine Korrespondenz mit V-Personen in Frankreich wurde von den Behörden unter Napoleon mitgelesen und legte eine Verschwörung von Jean-Charles Pichegru und Georges Cadoudal nahe.